# Manuel Clavero Arévalo
Manuel Francisco Clavero Arévalo (Sevilla, 25 de abril de 1926-Ib., 14 de junio de 2021) fue un político español. Catedrático de Derecho y Rector de la Universidad de Sevilla (1971-1975). También fue ministro para las Regiones (1977-1979), y ministro de Cultura (1979-1980).

## Actividad profesional
Desempeñó un papel clave en la reorganización administrativa del Estado, durante los gobiernos de Adolfo Suárez. Por su labor como ministro para las Regiones (1977-1979) está considerado como uno de los arquitectos de la España de las autonomías, ya que consiguió que la Unión de Centro Democrático aceptara como modelo territorial para todas las regiones de España, el mismo que se habían reservado para Cataluña, País Vasco y Galicia.
Fundó el Partido Social Liberal Andaluz (PSLA), que acabó integrándose en la UCD. Allí permaneció hasta que, siendo ministro de Cultura (1979-1980), se opuso a la posición del Gobierno Suárez sobre la celebración del referéndum de autonomía de Andalucía, celebrado el 28 de febrero de 1980. Tras su dimisión, fundó un nuevo partido, Unidad Andaluza, y posteriormente se apartó de la vida política, trabajando en su despacho de abogados. Presidió el Consejo Editorial del Grupo Joly.
También dedicó parte de su vida a la actividad docente, obteniendo en 1951, con solo veinticinco años, la cátedra de Derecho Administrativo de la Universidad de Salamanca. En 1954 se traslada a la Universidad de Sevilla, siendo decano de la Facultad de Derecho (1965-1967) y rector de dicha universidad (1971-1975).

## Distinciones
En 2019 la Junta de Andalucía crea una categoría de Medalla de Andalucía en su honor, por su aportación como «padre de la Andalucía moderna».

## Obras
Clavero Arévalo. El ser andaluz.
Clavero Arévalo. Forjar Andalucía.